# 荣誉十字勋章1914/1918
1914/1918 年世界大战荣誉十字勋章（德語：  Das Ehrenkreuz des Weltkrieges 1914/1918)，同时也被广泛但非正式地称之为兴登堡十字勋章或德国第一次世界大战服役十字勋章，该勋章是根据魏玛共和国总统及陆军元帅保罗·冯·兴登堡的指令于1934年6月13日设立，勋章设计之初的是为纪念在第一次世界大战中德意志人民的丰功伟绩。 该勋章被认定为德国第一次为参与战争的士兵发行的官方服役勋章，除参军人员以外勋章也会颁发给阵亡士兵的幸存家属或近亲。 在勋章发行不久之后，纳粹德国政府宣布将荣誉十字勋章认定为第一次世界大战中的唯一官方服役勋章，随后禁止人们在任何国家的军事或准军事制服上继续佩戴除该勋章之外大多数的德国自由军军团的勋章。

## 形制
荣誉十字勋章会以三种形式授予士兵： 
- - 佩剑，颁发给前线退伍军人
- - 无剑，颁发给为非战斗退伍军人
- - 无剑，颁发给为战争中阵亡士兵的父母和寡妇。 [2]

1914/1918荣誉十字勋章由 Eugene Godet 设计，设计者从1870/71 年战争纪念勋章（Preußen Kriegsdenkmünze）的背面设计得到启发进行创作。 授予战斗人员的荣誉十字勋章（也称为Frontkämpferkreuz ）展现了一个纪念章被一束月桂树花环围绕着，纪念章上面刻有“1914和1918”的年份，中间的铁十字双臂之间还有两把交叉的剑。勋章背面是光滑的平面并刻有勋章生产商的标志。授予非战斗人员的荣誉十字勋章的中间则是一束橡树叶花环围绕纪念章，并没有两侧的剑。两种勋章都是铜制的，而颁发给阵亡士兵寡妇的荣誉十字勋章整体为黑色，这种黑勋章也被称为寡妇荣誉十字。 
荣誉十字勋章一般悬挂在黑白红条纹的绶带上，绶带两侧依次为两条黑色条纹，两条白色条纹，又有两条黑色条纹，最中间条纹为红色。颁发给近亲的荣誉十字勋章的缎带条纹则与上述缎带不同的，近亲勋章的缎带两侧依次为白色条纹，两条黑色条纹，两条白色条纹，中间条纹为红色。 被授予勋章的女性例如母亲或寡妇通常将缎带打成蝴蝶结状，勋章背面有一个别针用于将勋章佩戴在制服上。一般颁发给近亲的荣誉十字勋章的申请有时间限制，截止至1942年底。每个荣誉十字勋章在被授予时都配有其证书（Urkunde），勋章证书可以记录了该勋章是以哪种形式颁发及其他细节。颁发给近亲的荣誉十字勋章共有两种不同的证书，其中寡妇勋章的证书名为Ehrenkreuz für Witwen （寡妇荣誉十字勋章），而父母勋章的证书名为Ehrenkreuz für Eltern （父母荣誉十字勋章）。荣誉十字勋章的含量和价值是高于其他德国服役或职业奖章，但仍略逊于战斗勋章。 
所颁发的勋章总数：

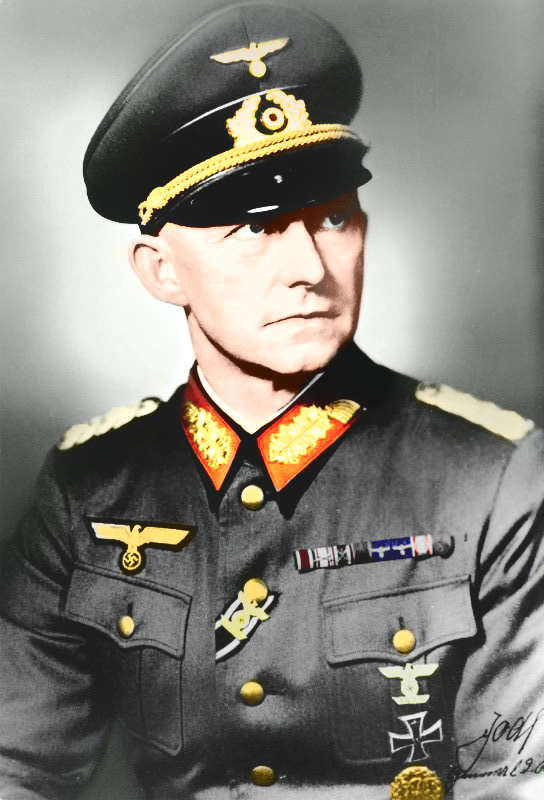
德意志國防軍最高統帥部作戰部長阿尔弗雷德·约德尔戎装照，他佩戴着前线战士荣誉十字勋章带扣（左起第二个带扣）

- 战斗人员 共6,202,883枚 [1]
- 非战斗人员 共1,120,449枚 [1]
- 寡妇 共345,132枚 [1]
- 父母 共372,950枚 [1]
- 总计 共8,041,414枚

根据1938年11月30日的法令，德国国家内务部长决定将荣誉十字勋章引入到刚被合并到德国领土里的奥地利（奥斯特马克）。随后该勋章于1940年被批准颁发给来自但泽、萨尔、梅梅尔地区、苏台德地区、捷克斯洛伐克等居住在德占区且拥有德意志血统的人。 尽管德国国内荣誉十字勋章申请日期与1942年截止，但德国政府仍在向具有德意志血统并对第一次世界大战有贡献的士兵或士兵属授予勋章。根据当时纳粹德国元首于1942年6月30日通过的法令，德国会继续对上述地区及以外的所有德国附庸的军事人员颁发这些勋章。直到1944年荣誉十字勋章仍在持续授予给符合条件的人。